# Chrono Crusade
Chrono Crusade (クロノクルセイド?, Kurono Kuruseido), conosciuto come Chrno Crusade in Giappone, Singapore, Germania, e Australia, è un manga scritto e disegnato da Daisuke Moriyama. In Italia è arrivato tramite Planet Manga.
È stato pubblicato dalla Kadokawa Shoten nel Monthly Dragon Magazine a partire da novembre 1998. Tra il 2003 e il 2004 viene trasmesso su Fuji TV un anime di 24 episodi basato sul manga, affidato alla Gonzo Digimation. Nel novembre del 2007 la Yamato Video ha iniziato la pubblicazione dell'anime in Italia in 6 DVD, mentre in televisione è stato trasmesso sul canale a pagamento Hiro di Mediaset Premium dal 29 luglio 2009, in versione integrale (comprese sigle originali, eyecatch ed anticipazioni) e successivamente dal 4 luglio 2010 su Man-ga. L'unica differenza tra l'edizione televisiva e DVD è la presenza delle traduzioni delle scritte (sia nelle sigle, che nei titoli degli episodi che nelle didascalie interne agli episodi) nella messa in onda televisiva.
Ambientato negli Stati Uniti degli anni venti, Chrono Crusade narra la storia di Rosette Christopher, una suora esorcista, e del suo partner Chrono, un demone pentito.

## Trama
La serie di Chrono Crusade è ambientata nei cosiddetti "anni ruggenti": sono gli anni del jazz, dell'alcol che scorre liberamente, della mafia che controlla le strade. È rappresentato come un tempo di prosperità, di lussuria e decadenza, e la divisione tra ricchi e poveri cresce ancora di più che alla vigilia della prima guerra mondiale. Ma è in questi tempi di grandi cambiamenti e sconvolgimenti che l'oscurità dell'animo umano può venire alla superficie. Nel mondo di Chrono Crusade, un'organizzazione fittizia conosciuta con il nome di Ordine di Maddalena (o più specificatamente, i personaggi di Rosette Christopher e Chrono) ha il compito di combattere le minacce dei demoni che appaiono sempre più spesso in America. Durante il corso della storia veniamo a conoscenza dell'oscuro passato di Rosette e Chrono, che sono alla ricerca del fratello scomparso di Rosette, Joshua. Quest'ultimo è stato portato via dal peccatore Aion, un demone che condivide con Chrono una oscura e sanguinosa storia, e che vuole rovesciare il Paradiso e la Terra.
L'anime segue il manga fino alla prima metà, ma poi prende un'altra direzione creando due diversi corsi degli eventi e due differenti finali. La caratterizzazione di alcuni personaggi, inclusi Rosette e Aion, ed i loro ruoli nella storia, sono stati cambiati nell'adattamento del manga. Gran parte della storia è guidata dal passato individuale dei protagonisti e dalle complesse relazioni tra di loro.

## Personaggi
Tutti i personaggi di Chrono Crusade sono personaggi fittizi creati appositamente per la storia, a dispetto del loro nome, come Maria Maddalena, che non è il personaggio biblico, ma solo un'orfanella con l'abilità di prevedere il futuro, che viene presa in custodia dalla Chiesa ed a cui viene dato il nome di Maria Maddalena. Molti dei personaggi hanno un nome che suggerisce il loro ruolo nella storia. Il cognome "Christopher" della protagonista, per esempio, significa "Portare Cristo dentro di sé" e il nome di suo fratello, "Joshua", è un'anglicizzazione del nome "Gesù".
La seguente lista descrive i personaggi principali e il loro ruolo nella storia, più per quanto riguarda l'anime che il manga. Alcune delle più importanti differenze tra le due versioni vengono riportate.

## Terminologia
Molte dei termini presenti in Chrono Crusade sembrano riferirsi al Cristianesimo, tuttavia sono utilizzate in modi diversi:
- Apostolo: Persona in grado di richiamare il Condotto Astrale e sfruttare il suo potere. Ci sono sette Apostoli, ognuno in una differente parte del mondo. Gli Apostoli possono volare usando le loro ali, che appaiono sulla loro schiena quando ne hanno bisogno. Hanno poteri sovrannaturali che sono allo stesso tempo una benedizione ed una maledizione. Molti avidi individui cercano gli Apostoli per sfruttare i loro poteri. Quindi anche se i loro poteri sembrano una benedizione, tutti gli Apostoli sono perseguitati dalla sfortuna (per esempio Azmaria ha perso i suoi genitori durante la I Guerra Mondiale e Joshua è costantemente malato).
- Condotto Astrale: Un fiume di energia spirituale, invisibile all'occhio umano, che è la fonte di vita di ogni essere vivente nell'universo. Il Condotto Astrale è la fonte di energia dei demoni, che la incanalano tramite le corna.
- Contratto: Un patto tra un demone senza corna (l'organo che serve ad assorbire il condotto astrale) ed un umano. Dato che il Condotto Astrale è la fonte di energia anche degli esseri umani, un demone può prendere energia dalla vita di una persona che voglia usare i suoi poteri, donando in cambio dei servizi. Nell'anime, il Contraente indossa una sorta di orologio, che assomiglia ad una piccola gabbia marrone con un cerchio di vetro al centro; il manufatto serve a impedire che la vita del Contraente confluisca nel demone troppo in fretta. Quando il lucchetto viene aperto, il sigillo del demone è rilasciato e le lancette dell'orologio nel quadrante di vetro accelerano il loro movimento; il tempo segnato rappresenta la durata della vita rimanente al contraente.
- Demone: Abitanti di Pandemonium, un pianeta (o falsa dimensione) o spazio artificiale vivente che si nutre del condotto astrale, i demoni hanno un'unica madre che è anche il nucleo della loro patria e condivide il nome del pianeta. la loro società è oppressiva e vagamente simile (ispirata) a un alveare. Stranamente il nucleo del pianeta ha bisogno di un ospite, se tale ospite sia l'attuale regina, la reincarnazione in corpo diverso della madre o altro è ignoto; l'attuale è Lilith, donna umana rapita secoli fa quando era incinta di due gemelli e divenuta la regina madre dei demoni (i due gemelli furono partoriti come i primi demoni della nuova generazione Aion e Chrono). Il legame fra i demoni e gli umani è ignoto come il perché della natura umana originaria dell'attuale (e forse delle passate) regine.
- Peccatore: Così i demoni chiamano i loro simili che uccidono senza permesso un loro simile e si ribellano alla regina, se siano (almeno in alcuni casi) veri ribelli o come pensano alcuni individui a loro insaputa sfruttati dalla machiavellica sovrana è ignoto.

## Temi
In un'intervista con ADV Manga, Daisuke Moriyama ha espresso la sua opinione sulle differenze e le somiglianze tra l'anime e il manga, riguardo al tema della storia. Anche se il legame tra Chrono e Rosette e l'idea del tempo che scorre è la stessa, secondo Moriyama l'anime e il manga hanno mostrato questo tema in modi differenti. Mentre l'anime si concentra più sul tempo corrente, sul destino e sulla fiducia, Moriyama pensa che il manga si focalizzi maggiormente sull'ideologia personale di Rosette e su come le sue potenzialità cambieranno la situazione corrente.

### Episodi

Immagine tratta dalla sigla dell'anime

## Manga

### Volumi
| Nº | Data di prima pubblicazione | Data di prima pubblicazione | Data di prima pubblicazione |
| Nº | Giapponese                  | Giapponese                  | Italiano                    |
| -- | --------------------------- | --------------------------- | --------------------------- |
| 1  | 30 novembre 1999            | ISBN 978-4-04-926143-1      | 4 agosto 2005               |
| 2  | 30 maggio 2000              | ISBN 978-4-04-926152-3      | 29 settembre 2005           |
| 3  | 29 novembre 2000            | ISBN 978-4-04-926152-3      | 24 novembre 2005            |
| 4  | 25 settembre 2001           | ISBN 978-4-04-926182-0      | 26 gennaio 2006             |
| 5  | 29 agosto 2002              | ISBN 978-4-04-926203-2      | 14 settembre 2006           |
| 6  | 28 maggio 2003              | ISBN 978-4-04-926225-4      | 14 dicembre 2006            |
| 7  | 22 dicembre 2003            | ISBN 978-4-04-926237-7      | 22 febbraio 2007            |
| 8  | 30 agosto 2004              | ISBN 978-4-04-926247-6      | 21 giugno 2007              |

## Anime

### Doppiaggio
| Personaggio         | Doppiatore originale | Doppiatore italiano                                     |
| ------------------- | -------------------- | ------------------------------------------------------- |
| Chrono              | Akira Ishida         | Massimo Di Benedetto                                    |
| Rosette Christopher | Tomoko Kawakami      | Emanuela Pacotto                                        |
| Azmaria Hendric     | Saeko Chiba          | Daniela Fava                                            |
| Kate Valentine      | Yoshiko Sakakibara   | Stefania Patruno                                        |
| Ewan Remington      | Shō Hayami           | Giorgio Bonino                                          |
| Edward Hamilton     | Tomomichi Nishimura  | Oliviero Corbetta                                       |
| Satella Harvenheit  | Michiko Neya         | Debora Magnaghi                                         |
| Aion                | Kazuhiko Inoue       | Lorenzo Scattorin                                       |
| Fiore Harvenheit    | Natsuko Kuwatani     | Jenny De Cesarei                                        |
| Joshua Christopher  | Junko Minagawa       | Alessandro Rigotti (ragazzo) Patrizia Mottola (bambino) |
| Sorella Anna        | Yuki Masuda          | Laura Facchin                                           |
| Sorella Mary        | Ema Kogure           | Benedetta Ponticelli                                    |
| Sorella Claire      | Noriko Rikimaru      | Renata Bertolas                                         |
| Steiner Munchausen  | Eiji Maruyama        | Antonio Paiola                                          |
| Duca Defaux         | Norio Wakamoto       | Massimiliano Lotti                                      |
| Rizel               | Yōko Sōmi            | Marina Thovez                                           |